# International Sand Sculpture Festival
Het Scheveningen International Sand Sculpture Festival was een evenement dat van 1991 tot 2011 elk jaar op het strand van Scheveningen werd gehouden. Hierbij moesten verschillende teams uit diverse landen een zandsculptuur bouwen. Dit gebeurt met speciaal rivierzand, dat nog relatief weinig erosie heeft ondergaan. Hierdoor hebben de zandkorrels een kubusvorm en zijn dan makkelijk stapelbaar. 

## De bouw
Eerst wordt een ontwerp gemaakt aan de hand van het thema. Vervolgens wordt er met behulp van houten mallen en zand een ruwe opzet gemaakt van het ontwerp. Er wordt telkens zand en water aangestampt in de houten mal, zodat er op den duur een stevig sculptuur staat. Daarna kunnen de zandkunstenaars aan de slag. Zij beginnen bovenaan met het aanbrengen van details, en halen telkens wanneer zij een niveau naar beneden gaan, een mal weg. Wanneer de kunstenaars onderaan zijn, is het sculptuur klaar.

## 2006
In 2006 had het evenement het thema Mozart. 8 Teams probeerden een sculptuur te bouwen dat verband houdt met de beroemde componist Mozart. Op 5 mei werd de Gouden Trofee uitgereikt aan het team Mo'Money, omdat zij het mooiste zandsculptuur hadden gebouwd.

## 2007
In 2007 had het evenement het thema Made in Holland. Er werden zeven sculpturen gebouwd door diverse teams met drie tot vijf teamleden. De bouw begon op 30 april 2007, en op 5 mei 2007 werden de sculpturen gekeurd door een jury.

## 2009
In 2009 werd er gebouwd aan een groot middeleeuws kasteel.

## 2010
Met het thema Topsport aan zee werden dit jaar veertien sculpturen gebouwd. Twee grote sculpturen op de boulevard ter hoogte van het Kurhaus en twaalf kleinere sculpturen bij diverse strandpaviljoens.